# Rybnaja Sloboda
Rybnaja Sloboda (in russo Рыбная Слобода?; in tartaro: Балык Бистәсе) è un insediamento di tipo urbano che si trova nella Repubblica autonoma del Tatarstan, in Russia. È il centro amministrativo del distretto Rybno-Slobodskij.
L'insediamento è situato sulla riva del bacino di Samara, 91 km a sud-est di Kazan'.